# Forêt ancienne Duchénier
La forêt ancienne Duchénier est un écosystème forestier exceptionnel du Québec (Canada) situé dans la réserve faunique Duchénier. Elle protège une cédrière à épinette noire sur tourbe dont les plus anciens thuyas aurait plus de 450 ans.

## Géographie
La forêt ancienne Duchénier est localisé à 29 km au sud de Rimouski, à l'intérieur de la réserve faunique Duchénier. Elle est composée de quatre parcelles situées entre le lac des Baies et la rivière du Grand Touradi. Elle a une superficie totale de 95 ha. 

## Flore
La forêt a une structure inéquienne et comprend de nombreux arbres sénescents, de chicot et de bois mort, caractéristique des forêts anciennes. Il s'agit d'une cédrière à épinette noire sur tourbe, c'est-à-dire une forêt composée de thuya occidental (Thuja occidentalis) et d'épinette noire (Picea mariana). Elle possède plusieurs vieux thuyas occidentaux de dimensions imposantes, ayant des diamètres qui varie entre 54 et 66 cm. Elle a aussi plusieurs arbres âgées de plus de 300 ans, voir de 500 ans. 
Les thuyas sont principalement accompagnés d'épinette noire, qui est bien adaptée aux milieux mal drainés. On y retrouve aussi le mélèze laricin (Larix laricina), le bouleau à papier (Betula papyrifera). On retrouve aussi dans les sous-bois l'érable à épis (Acer spicatum) et l'aulne rugueux (Alnus incana subsp. rugosa).